# 梶原颯
梶原 颯（かじはら はやて、1994年6月4日 - ）は、日本の俳優、タレント、YouTuber、TikToker。兵庫県出身。吉本興業所属および吉本坂46の2期生メンバー。身長177センチメートル、体重72キログラム。

## 略歴
順天堂大学体操部出身で在学時にスーツアクターのアルバイトを通じて舞台のアンサンブルを経験。役者の道を志すきっかけとなった。
2019年12月27日、吉本坂46の2期生オーディションに21名の合格者の中に選ばれ、メンバー入りを果たした。

## 人物
趣味はゲーム、筋トレ。特技はアクション、トリッキング、走ること。空手黒帯・柔道初段の持ち主で、100メートルのベストタイムは10秒98。10パックに割れた腹筋が特徴的。
アクション俳優の才川コージとは親友の間柄で、2人揃って出場した『SASUKE』では、才川が大会1人目の1st STAGEクリア者、梶原が2人目のクリア者となり、互いにクリアを称えあった。
ゲームは大乱闘スマッシュブラザーズシリーズをプレイしており、キャラクターは『MOTHER』シリーズから『MOTHER3』に登場する主人公のリュカを使用している。Nintendo Switchの『大乱闘スマッシュブラザーズ SPECIAL』ではプレイするユーザーが非公式・非営利で開催するオフライン大会「篝火」に参加し、強豪相手に勝利を収めた経験を持つ。また、スマブラ専門のYouTubeチャンネル『スマブラハウス』にも出演経験がある。
肉体美を競うボディコンテスト大会に出場。2021年11月28日に開催されたAPF JAPAN CLASSICで、アスリートモデル部門・フィジークモデル部門の2部門で、参加選手中第1位を獲得し2冠を達成した。
2022年4月、ボディコンテストのフィジークモデル部門で第2位、アスリートモデル部門では優勝し、同部門で大会5連覇を達成した。

## 最強スポーツ男子頂上決戦
TBS『究極の男は誰だ!?最強スポーツ男子頂上決戦』第8・9回大会と2大会続けて出場。
第8回大会（2017年5月11日放送）
ハードジャンパーでは森渉に敗れるも、初挑戦で150回も跳び続けた。モンスターボックスでは初出場で21段の記録を残し、世界記録保持者のMAG!C☆PRINCEの平野泰新に次いで種目別2位の記録を残した。アルティメットホイールでは88本で全選手中5位。パワーウォールでは1回戦で大池瑞樹（九星隊）、2回戦で平野に勝利し準決勝進出を決めるも、準決勝で野村祐希に敗れ、総合順位でも3位の野村に25P届かず総合4位でショットガンタッチ進出をあと一歩のところで逃した。
第9回大会（2017年9月28日放送）
ハードジャンパーでは予選から森と200回を超えるデッドヒートを繰り広げるも、215回で梶原が先に脱落し、またしても森に決勝進出を譲る形となる。モンスターボックスでは自己記録21段で1回目の挑戦は失敗するも、2回目でミスを修正し成功させ、記録22段の平野に次いで2位となる。ヘビープレスでは予選で野村に敗れ敗退。パワーウォールでは1回戦で大倉士門と制限時間90秒を使い切る肉薄した展開の末、辛ろうじて勝利を収め、2回戦でも野村と90秒戦い続けるもここでは敗退に終わり、総合6位で脱落を喫した。
最強スポーツ男子頂上決戦
| 大会  | 放送日        | 総合順位 |
| ----- | ------------- | -------- |
| 第8回 | 2017年5月11日 | 4位      |
| 第9回 | 2017年9月28日 | 6位      |

## SASUKEでの戦歴

### 大会ごとの戦歴

#### 第38回大会～第42回大会
第38回大会にゼッケン40番で初出場。1stステージを10.22秒残しと警告音が鳴る前にクリア。2ndステージでは前半エリアで体力を消耗し、最終エリア・ウォールリフティングの3枚目の壁を持ち上げて潜ろうとした瞬間にタイムアップ。3rdステージ進出を逃した。
第39回は足首の怪我を抱えて挑んだ1stを26.67秒残し、2ndを20.72秒残しのスピードクリア。初の3rdステージでは新エリア・スイングエッジの最初の挑戦者および攻略者となり、クリフハンガーディメンションまで到達。1回目の飛び移りに失敗しリタイア（ゼッケン35）。
第40回では、「次元が違う」とも称されたスピードで1stステージを38.17秒残しでクリアとなり、大会最速1stステージクリアとなった。そのスピードは2ndでも変わらず、2ndステージでは25.93秒残しと、これも大会最速となり、SASUKE史上9人目となる、ダブル最速タイムとなった。3rdでは、自己新記録となるクリフディメンション2本目まで到達したが、3本目への飛び移りに失敗（ゼッケン3965）。
第41回でも圧倒的なスピードを見せつけ、1stは45.39秒残しという歴代最速クリアタイムを樹立した。2ndも22.44秒残しという全選手2位のスピードで突破。3rdは前回に引き続きクリフディメンションの3本目への飛び移りに失敗しリタイア（ゼッケン44）。
第42回でも1stを猛スピードで駆け抜け44.17秒残しでクリア。3大会連続の1st最速タイム者となった。2ndも25.46秒残しで余裕のクリア。後半の選手と違い雨天の影響を受けなかったとはいえ、こちらも大会最速タイムとなった。3rdではリニューアルされたスイングエッジの2個目(Y字型)の突起を掴みきれず落水（ゼッケン40）。3rdでは初めてクリフディメンションに到達出来なかった。

#### 大会別成績
| 大会   | ゼッケン | STAGE | 記録                         | 備考    |
| ------ | -------- | ----- | ---------------------------- | ------- |
| 第38回 | 40       | 2nd   | ウォールリフティング         | 3枚目   |
| 第39回 | 35       | 3rd   | クリフハンガーディメンション | 1→2本目 |
| 第40回 | 3965     | 3rd   | クリフディメンション         | 2→3本目 |
| 第41回 | 44       | 3rd   | クリフディメンション         | 2→3本目 |
| 第42回 | 40       | 3rd   | スイングエッジ               | 1→2本目 |

#### 通算成績
| 出場数 | 2nd進出 | 3rd進出 | Final進出 | 最優秀成績 |
| ------ | ------- | ------- | --------- | ---------- |
| 5回    | 5回     | 4回     | 0回       | 0回        |

### 最速タイム
| 大会           | STAGE | 制限時間 | 残りタイム | クリア人数 | 備考                                       |
| -------------- | ----- | -------- | ---------- | ---------- | ------------------------------------------ |
| 第40回記念大会 | 1st   | 99.9秒   | 38.17秒    | 24人       | 平均クリアタイム 12.76秒（男性21人で算出） |
| 第40回記念大会 | 2nd   | 100秒    | 25.93秒    | 12人       | 平均クリアタイム 7.32秒                    |
| 第41回大会     | 1st   | 110秒    | 45.39秒    | 21人       | 平均クリアタイム 17.10秒 1st歴代最速タイム |
| 第42回大会     | 1st   | 110秒    | 44.17秒    | 28人       | 平均クリアタイム 13.90秒（男性27人で算出） |
| 第42回大会     | 2nd   | 95秒     | 25.46秒    | 16人       | 平均クリアタイム 8.32秒                    |

- 2024年 第42回大会終了時点

## 出演

### 舞台
- amiproプロデュース「ZIPANG パイレーツ」（2015年2月15日 - 22日）
- JYUKAI-DEN -桃源-（2016年3月3日 - 8日、CBGKシブゲキ!!）
- 劇団番町ボーイズ☆
  - 第3回本公演 HOME〜魔女とブリキの勇者たち〜（2015年11月18日 - 23日、草月ホール） - 鈴木一弥 役
  - 第6回本公演 ギブアップダンス!!!（2017年3月23日 - 26日、しもきた空間リバティ） - TAIGA（田中一） 役
  - 劇団番町ボーイズ☆×10神ACTORコラボ公演 スイーツボーイズ3rd 甘くはないぜ!3（2019年2月2日 - 24日） - 小倉羹羊 役
- ハイパープロジェクション演劇「ハイキュー!!」 - 福永招平 役[8]
  - 2016年秋公演「ハイキュー!!“烏野、復活！”」（2016年10月28日 - 12月4日）
  - 2017年秋公演「ハイキュー!!“進化の夏”」（2017年9月8日 - 10月29日）
- 演劇ユニット【爆走おとな小学生】
  - 第五回課外授業『ゴリラ〜GORILLA〜』（2018年4月18日 - 22日）- 主演・アダラ 役[9]
  - 第七回課外授業『舞台版「魔法少女（？）マジカルジャシリカ」♡アニメ版なんてありません♡』（2018年11月7日 - 11日） - フルスイング晶子 役
  - 第十回全校集会『初等教育ロイヤル』（2019年5月29日 - 6月2日） - 1年生 鈴木くん 役
- 弱い人たち第4回コント公演「ドント・ストップ・ミュージック」（2018年11月23日・24日）[10]
- 大正☆クインテット（2019年3月20日 - 24日） - 主演・菊之弁天 役[11]
- ミュージカル「るろうに剣心 京都編」（2020年11月3日 - 12月15日、IHI ステージアラウンド東京） - 沢下条張 役 ※中止[注 3]
- 舞台 魁!!男塾（2022年10月7日 - 11日） - 虎丸龍次 役[13]

### テレビドラマ
- オトナヘノベル『“ごめんなさい”でトラブル発生！？』番組内ドラマ「許してもらえない」（2016年7月7日、NHK Eテレ）
- コード・ブルー -ドクターヘリ緊急救命- 3rd season 第6話（2017年8月21日、フジテレビ）
- 今日から俺は!!（2018年10月14日 - 12月16日、日本テレビ） - 梶原正人 役
- 日曜プライム ドラマスペシャル 警部補・碓氷弘一 〜マインド〜（2018年11月25日、テレビ朝日） - 飯村優人 役
- ウルトラマンブレーザー（2023年7月8日 - 2024年1月20日、テレビ東京） - バンドウヤスノブ 役[14]
- めぐる未来 第9話（2024年3月14日、読売テレビ） - 警察官 役

### 配信ドラマ
- 宇宙を駆けるよだか（2018年8月1日 - 、NETFLIX） - 星鳴 役[15]

### 映画
- 仮面ライダー×スーパー戦隊 超スーパーヒーロー大戦（2017年3月25日、東映）
- 帝一の國（2017年4月29日、東宝） - 三船政彦 役
- ぐらんぶる（2020年8月7日[注 4][17]、ワーナー・ブラザース映画）
- ウルトラマンブレーザー THE MOVIE 大怪獣首都激突（2024年2月23日公開、バンダイナムコアーツ・円谷プロダクション） - バンドウヤスノブ 役[18]

### バラエティ
- 番町ボーイずん（2016年1月 - 9月、TOKYO MX）
- マル★カツ定食（2016年6月 - 2017年6月、ディズニー・チャンネル）
- テアトル★番町・テアトル番町Ｗ（2017年1月 - 10月、TOKYO MX）
- 究極の男は誰だ!?最強スポーツ男子頂上決戦（2017年5月11日・9月28日、TBS）
- SASUKE（2020年12月29日・2021年12月28日・2022年12月27日・2023年12月27日、TBS）

### CM
- 日本コカ・コーラ「Gold Handover篇」（2016年8月 - 10月） - ラガーマン 役

### PV
- PlayStation®Vita「The Back Side of Remote Play」[19]

### オリジナルビデオ
- リバイスForward 仮面ライダーライブ&エビル&デモンズ（2023年5月10日） - ユキオ 役[20][21]

### DVD
- 劇団番町ボーイズ☆ 公演DVD[22]
  - 第3回本公演・DVD HOME〜魔女とブリキの勇者たち〜
  - 第6回本公演・DVD ギブアップダンス!!!
- ハイパープロジェクション演劇「ハイキュー!!」 公演DVD[23]
  - 2016年秋公演「ハイキュー!!“烏野、復活！”」（2017年4月19日発売）
  - 2017年秋公演「ハイキュー!!“進化の夏”」（2018年3月14日発売）
- 演劇ユニット【爆走おとな小学生】第七回課外授業・DVD『舞台版「魔法少女（？）マジカルジャシリカ」♡アニメ版なんてありません♡』[24]
- 舞台「大正☆クインテット」公演DVD[25]

### 玩具
- ウルトラマンブレーザー アースガロン COMPLETE EDITION（2024年3月） - バンドウヤスノブ 役
- ウルトラマンブレーザー ブレーザーブレス MEMORIAL EDITION（2024年7月） - バンドウヤスノブ 役